# Örnsköldsvik (commune)

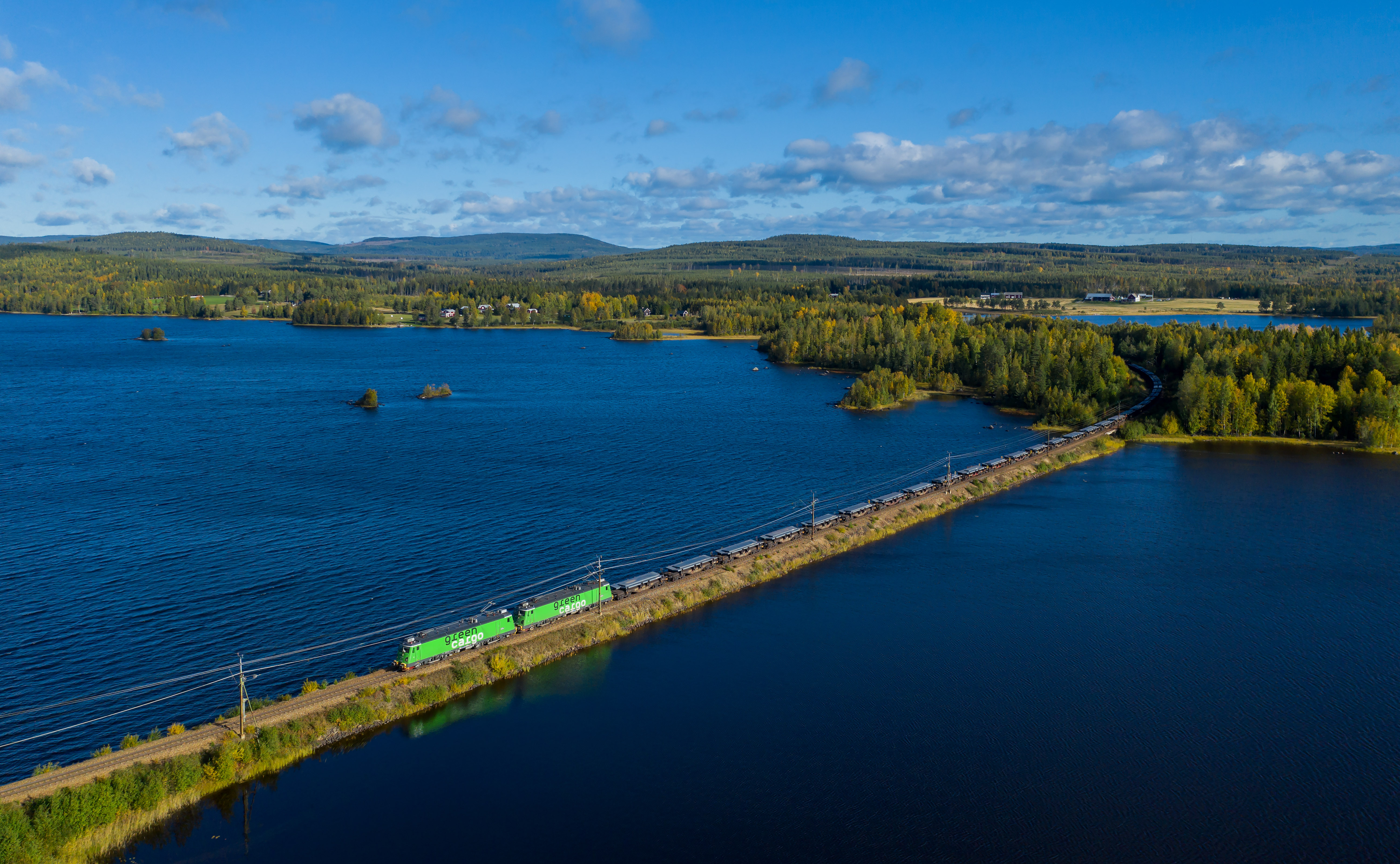
Un train de marchandises transportant de l'acier près de Björnsjö,dans la commune de Örnsköldsvik. Septembre 2020.

La commune d'Örnsköldsvik est une commune suédoise du comté de Västernorrland. 55 285 personnes y vivent. Son chef-lieu se situe à Örnsköldsvik.

## Localités principales
- Åmynnet
- Arnäsvall
- Billsta
- Bjästa
- Björna
- Bredbyn
- Gideå
- Gimåt
- Gottne
- Husum
- Köpmanholmen
- Långviksmon
- Örnsköldsvik
- Överhörnas
- Mellansel
- Moliden
- Sidensjö
- Trehörningsjö
- Ulvöhamn
- Västerhus